# ذا باغز باني كريزي كاسل
ذا باغز باني كريزي كاسل (بالإنجليزية: The Bugs Bunny Crazy Castle)‏ ، يسمى في الغلاف الياباني روجر رابيت (باليابانية: ロジャーラビット) ، هي لعبة فيديو من إنتاج شركة كيمكو اليابانية سنة 1989م، وتعمل على نظامين فايكوم/إن إي إس وجيم بوي.

## وصلات خارجية
- Play The Bugs Bunny Crazy Castle  online
- ذا باغز باني كريزي كاسل على موبي غيمز